# Anatrachyntis vanharteni
Anatrachyntis vanharteni is een vlinder uit de familie prachtmotten (Cosmopterigidae). De wetenschappelijke naam van deze soort is voor het eerst geldig gepubliceerd in 2010 door Koster.
De soort komt voor in tropisch Afrika.